# Yuriy Shcherbak
Yuriy Mykolayovych Shcherbak (tiếng Ukraina: Ю́рій Микола́йович Щерба́к; sinh ngày 23 tháng 10 năm 1934) là một nhà văn, nhà biên kịch, nhà báo, nhà dịch tễ học, chính trị gia, nhà ngoại giao, nhà hoạt động môi trường và nhà phân tích chính trị người Ukraina. Ông là Bác sĩ y khoa (1983), Người đoạt Giải thưởng Văn học Y. Yanovsky (1984) và Giải thưởng Nhà nước O. Dovzhenko (1984).

## Thời thơ ấu và gia đình
Ông sinh ra ở Kyiv vào năm 1934, vào khoảng thời gian cha ông bị NKVD bắt giữ. Trong Thế chiến thứ hai, gia đình ông được sơ tán sang Nga. Ông trở về quê hương vào đầu tháng 3 năm 1944. Anh trai của ông, Mykola Shcherbak (1927–1998), nhà khoa học-động vật học nổi tiếng, là người đứng đầu Bảo tàng Động vật học của Viện Hàn lâm Khoa học Ukraina, và trong thời sinh viên ông đã bị buộc tội (1948) và bị KGB lên án (1948–1954) vì chủ nghĩa dân tộc.

## Sự nghiệp dịch tễ học
Yuriy Shcherbak tốt nghiệp Học viện Y tế Kyiv năm 1958. Từ năm 1958 đến năm 1987, ông làm việc tại Viện nghiên cứu dịch tễ học và bệnh truyền nhiễm Kyiv L. Gromashevsky với tư cách là nhà nghiên cứu cấp cơ sở và sau đó là cấp cao. Luận án Tiến sĩ (1965) và Bác sĩ y khoa (1983) của ông tập trung vào dịch tễ học của các bệnh truyền nhiễm đặc biệt nguy hiểm. Ông đã tham gia cuộc chiến chống dịch tả và các bệnh khác ở Ukraina và Uzbekistan, nhờ đó ông được trao tặng Huân chương Cờ đỏ Lao động (1971). Shcherbak là tác giả của khoảng 100 bài báo khoa học và hơn 20 cuốn sách.

## Sự nghiệp văn học
Sự nghiệp văn học của ông bắt đầu vào giữa những năm 1950 tại hiệp hội văn học của trường y của ông. Những câu chuyện đầu tiên của ông đã được đăng trên tạp chí "Yunost" và được minh họa bởi chính ông. Truyện đầu tiên “Như trong chiến tranh” (1966) kể về cuộc sống đời thường của người bác sĩ. Ông là Thành viên của Hiệp hội Nhà văn Ukraina từ năm 1966 (Thư ký Hội đồng năm 1987–1991) và là Thành viên của Hiệp hội các nhà quay phim Ukraina từ năm 1971. Sự ra mắt của ông với tư cách là một nhà viết kịch là với vở kịch "Khám phá" tại Nhà hát Học thuật Kharkov Pushkin năm 1975. Ông có trình độ tiếng Ba Lan xuất sắc, dịch thơ và văn học Ba Lan, thường giảng dạy cho sinh viên tại Đại học Warszawa.
Trong cuốn tiểu thuyết "Biên niên sử thị trấn Yaropol" (1968), ông đã viết một câu chuyện kỳ cục, kỳ quái về thị trấn nhỏ Yaropol, ghi lại và mô tả tất cả các loại sự kiện có thật và khó tin đã xảy ra ở đó trong nhiều thế kỷ. Truyện kết hợp các yếu tố khoa học viễn tưởng, truyền thuyết và cổ tích. Ông cũng đã viết một số câu chuyện tuyệt vời: "Thẩm vấn", "Tổng hợp", "Odyssey −2482" và nhiều câu chuyện khác.
Hầu hết các tác phẩm của ông có thể được coi là thuộc thể loại "văn xuôi đô thị" thông thường. Ông là tác giả của cuốn tiểu thuyết "Rào cản của sự không tương thích" liên quan đến các vấn đề đạo đức của việc ghép tim, tiểu thuyết tài liệu "Nguyên nhân và hậu quả" nói về cuộc đấu tranh chống bệnh dại, tiểu thuyết, tóm tắt truyện ngắn, thơ và kịch, kịch bản phim và một số phim nghệ thuật, khoa học và tài liệu. Ông đã được trao giải thưởng văn học Y. Yanovsky (1984) cho tập truyện ngắn "Những vũ điệu tươi sáng của quá khứ", và giải thưởng nhà nước O. Dovzhenko cho kịch bản của bộ phim "Thái độ của công chúng". Các cuốn sách ông viết vào thời kỳ Xô Viết đã được xuất bản ở Đức, Ba Lan, Hungary, Tiệp Khắc, Romania và các nước khác. Là một nhà báo, Yury Shcherbak được biết đến với cuốn tiểu thuyết tài liệu về thảm kịch Chernobyl. "Chornobyl" (1987–1991) được xuất bản ở Mỹ, Canada, Đức, Ba Lan, Thụy Sĩ, Nhật Bản và các quốc gia khác.

## Sự nghiệp thời kì Ukraina độc lập

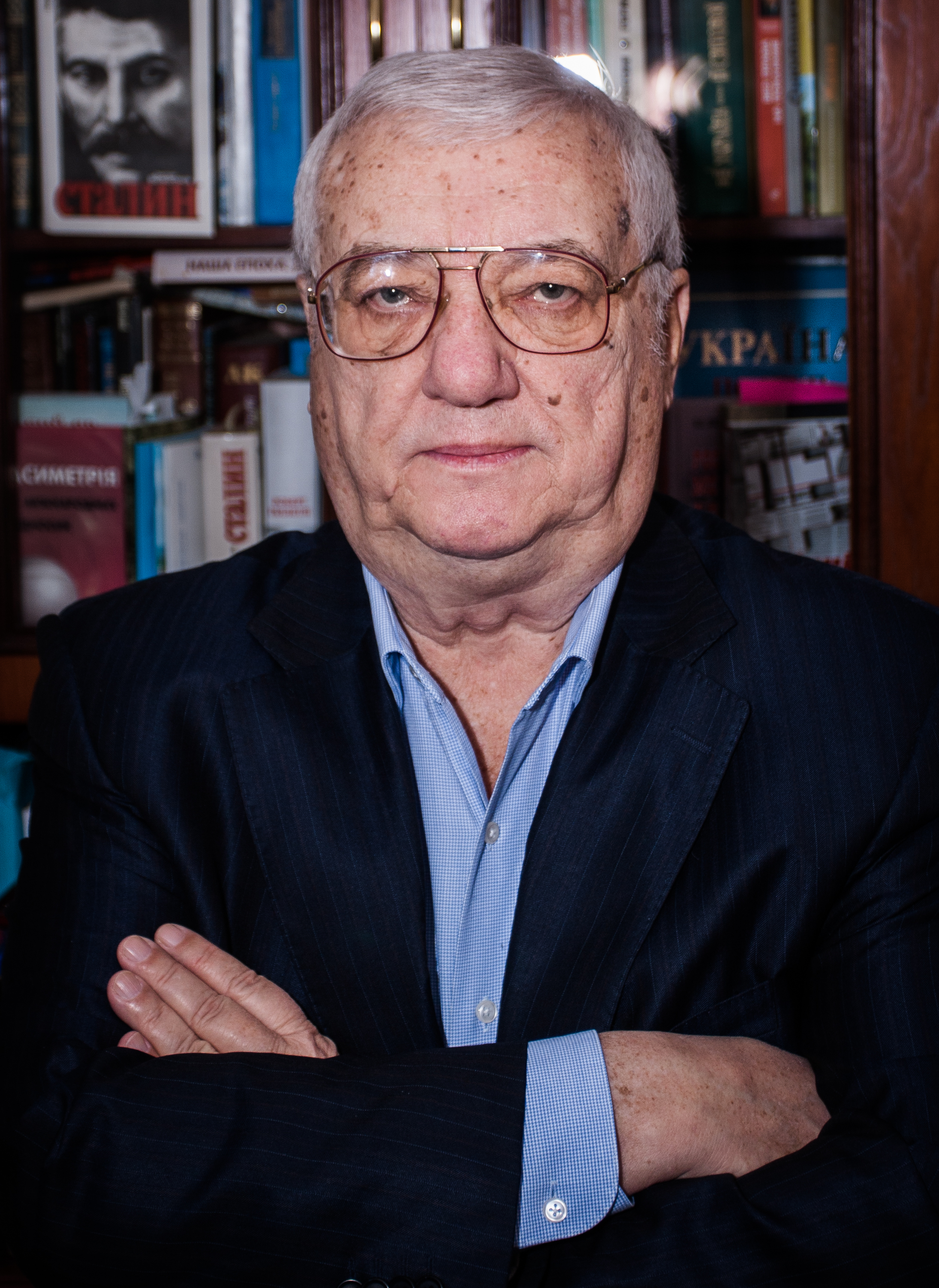
Shcherbak năm 2014

Trong thời kỳ Liên Xô sụp đổ và Ukraina giành độc lập (1989–1991), ông rời xa công việc văn chương và tham gia chính trị. Chưa bao giờ dính líu với Đảng Cộng sản Liên Xô, Yury Shcherbak là một trong những người sáng lập và là Chủ tịch Hiệp hội Môi trường Ukraina "Thế giới Xanh", đồng thời là lãnh đạo đầu tiên của Đảng Xanh Ukraina. Trong giai đoạn 1992–1998, ông tham gia công tác ngoại giao. Năm 1998, Viện Nghiên cứu Ukraina tại Đại học Harvard đã xuất bản cuốn sách "Vai trò chiến lược của Ukraina" của ông, sau đó vào năm 2003 tiếp tục xuất bản một cuốn sách đề tài chính trị khác của ông mang tên "Ukraina: Những thách thức và lựa chọn (Quan điểm của Ukraine trong một thế giới toàn cầu hóa của thế kỷ XXI)". Ông được quốc tế công nhận là một trong những chuyên gia hàng đầu của Ukraina về các vấn đề chiến lược địa chính trị, đồng thời là tác giả của nhiều nghiên cứu, bài báo và sách về Chernobyl, sinh thái, y tế công cộng, NATO và quan hệ của Ukraina với Nga, Liên minh Châu Âu và Hoa Kỳ. . Trong suốt nhiều năm, ông đã được quốc tế săn đón với tư cách là nhà phân tích và bình luận chính trị trên tất cả các phương tiện truyền thông, hội nghị và hội thảo, đồng thời là một nhà ngoại giao được kính trọng trên trường quốc tế. Yuriy Shcherbak được bầu làm thành viên của Viện Hàn lâm Khoa học và Nghệ thuật Thế giới (WAAS) vào năm 2013. Ông đã kết hôn và có con gái và con trai. Ông nói được tiếng Ba Lan và tiếng Anh.